# 承宣

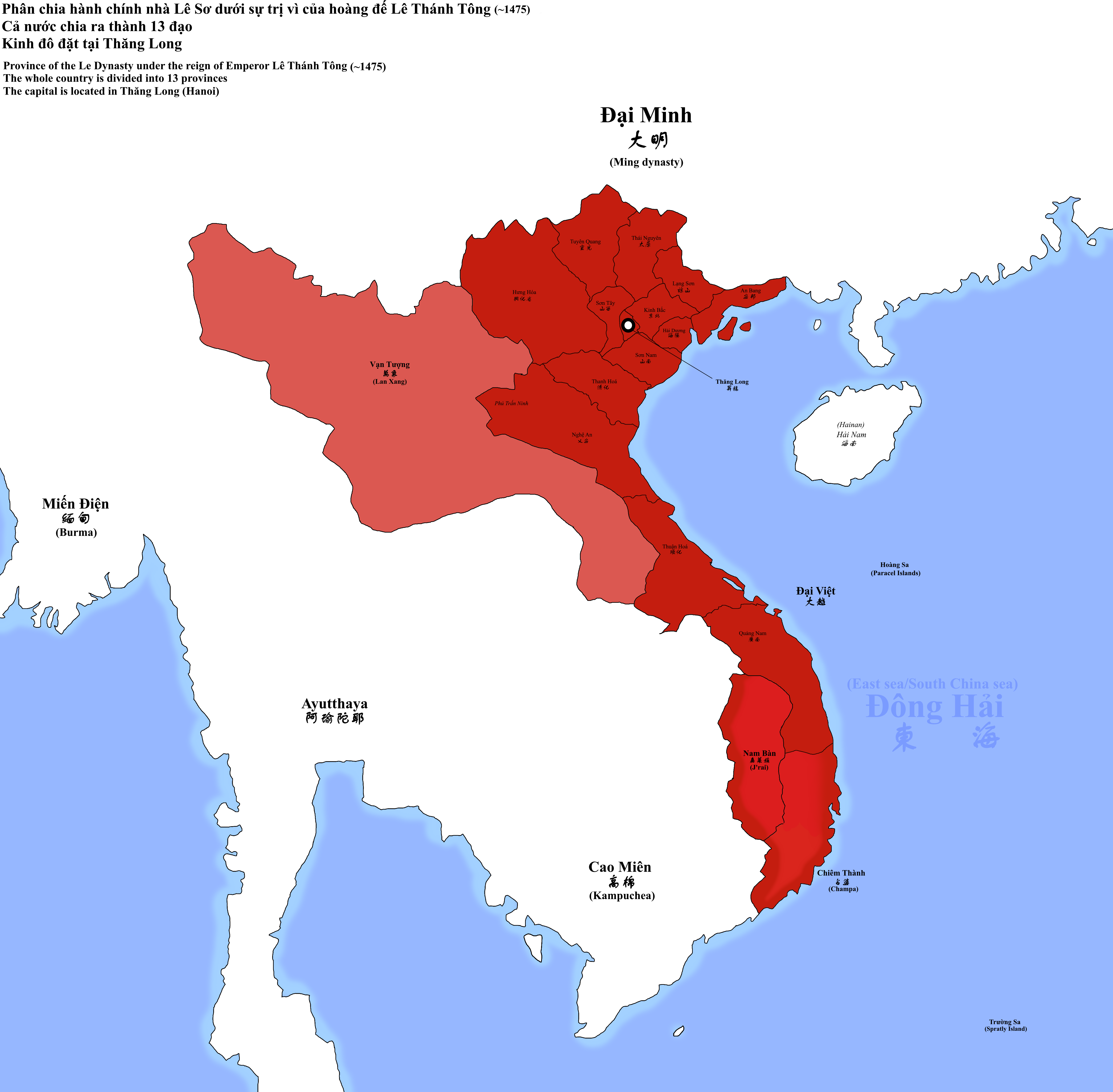
黎聖宗洪德六年（1475年）後黎朝行政區劃

承宣（越南语：／）是越南後黎朝所設置的一級行政區劃，全稱贊治承宣使司，首見於黎聖宗光順七年（1466年）改東京、東、西、南、北、海西五道，為1府（中都府）、十二承宣，洪德二年（1471年）再增廣南承宣，自此黎朝一共管轄十三承宣，分別為京北承宣、山西承宣、安邦承宣、兴化承宣、宣光承宣、太原承宣、山南承宣、海陽承宣、諒山承宣、清華承宣、乂安承宣、順化承宣、廣南承宣。

## 稱呼
黎聖宗仿明朝之制，設置贊治承政使司掌軍民簿籍，又簡稱為處、承司，下設承政使、參政、參議之職。清刑憲察使司掌陳言糾劾、審讞獄訟，又簡稱為道、憲司，有憲察使、憲察副使之職。都總兵使司掌兵政 又簡稱為鎮、都司、鎮司，置有總兵使、總兵同知、總兵僉事。

## 沿革
光順七年（1466年）黎朝初定一府十二承宣分別為
- 中都府
- 南策承宣
- 天長承宣
- 國威承宣
- 太原承宣
- 北江承宣
- 清化承宣
- 乂安承宣
- 順化承宣
- 安邦承宣
- 興化承宣
- 諒山承宣
- 山南承宣

光順十年（1469年）黎朝朝廷再度對各承宣所轄府州縣調整及更改承宣之名，中都府改奉天府、南策承宣改海陽承宣、太原承宣改寧朔承宣、北江承宣改京北承宣、清化承宣改清華承宣、國威承宣改山西承宣、天長承宣改山南承宣，洪德二十一年（1490年），黎聖宗下令製作各承宣地圖（劃定版圖），各承宣改題為「處」，各承宣亦稱為處，黎襄翼帝洪順年間再改稱鎮。